# Замок Фиддон
Замок Фиддон (ирл. Caisleán Fiodh Duin, англ. Fiddaun Castle) — расположен в деревне Туббер, графство Голуэй, Ирландия.
Замок был построен в середине XVI века на баронских землях Килтартан. Строение представляет собой башню с внутренними жилыми помещениями и стенами, которые хорошо сохранились до наших дней. Рядом с замком находится озеро Аслаун и залив Ду.
Здание располагается на частной земле, и поддерживается управлением общественных работ.